# Château de Shimabara
Pour les articles homonymes, voir Shimabara (homonymie).
Le château de Shimabara (島原城, Shimabara-jō), aussi connu sous les noms château de Moritake (森岳城, Moritake-jō) et château de Takaki (高来城, Takaki-jō), est un château japonais situé à Shimabara dans la province de Hizen (maintenant préfecture de Nagasaki. Ce bâtiment blanc de cinq étages contraste fortement avec le noir château de Kumamoto dans la préfecture voisine de Kumamoto.

## Description

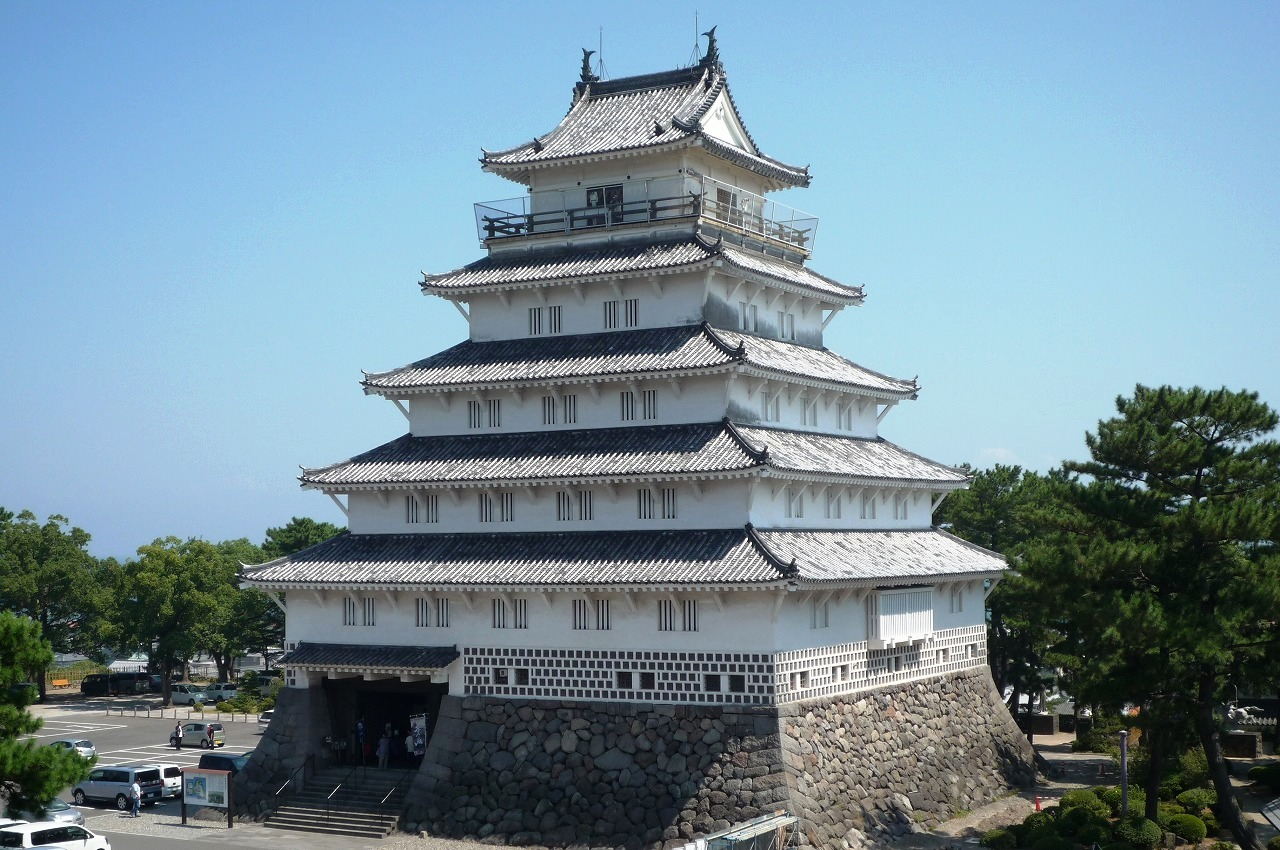
Tenshu (donjon) du château de Shimabara.

Le château de Shimabara est un château de plaine (平城, hirajō) situé entre la mer d'Ariake et le mont Unzen. Les douves extérieures, de quelque 15 m de profondeur pour 30 à 50 m de large, s'étendent sur 360 m sur l'axe est-ouest et 1 260 m du nord au sud, avec l'enceinte intérieure divisée en trois cours. Les murs s'étendant sur 3 900 m possèdent seize yagura de tailles différentes à des points clés. Le principal tenshu (donjon) compte quatre étages pour une hauteur de 33 m et est relié à deux tenshu secondaires de deux étages chacun. En termes d'échelle, c'est beaucoup plus que la normale pour un daimyō disposant de revenus de seulement 40 000 koku.

## Histoire
Le clan Arima, qui est daimyo kirishitan, règne sur le domaine de Shimabara à la fin de l'époque Muromachi, du château de Hinoe au château de Hara. Après le début de la politique d'isolement nationale (sakoku), le shogunat Tokugawa interdit le christianisme à partir de 1614 et remplace Arima Naozumi par Matsukura Shigemasa. Matsukura, qui fait strictement appliquer l'interdiction contre le christianisme par des exécutions de masse, augmente fortement les taxes pour financer la construction de son nouveau château de Shimabara de 1618 à 1624. L'oppression des paysans est un facteur majeur conduisant à la rébellion de Shimabara.
Le château est assiégé durant cette rébellion mais n'est pas endommagé. Il sert ultérieurement de siège pour le clan Kōriki qui règne sur Shimabara de 1638 à 1668, le clan Matsudaira (1668-1747, 1774-1871) et le clan Toda (1747-1774).
Le daimyō  Matsudaira réside au château de Shimabara jusqu'à la restauration de Meiji en 1868. L'ouvrage sert de siège du gouvernement local jusqu'en 1871, quand l'ancien domaine de Shimabara fusionne avec la nouvelle préfecture de Nagasaki. Le donjon est abattu en 1876, comme le sont la plupart des structures porteuses. La troisième enceinte sert de terrain pour une école et presque toute l'enceinte intérieure est distribuée aux paysans.
De nos jours, il ne reste de la structure originale que des murs de pierres et le fossé. Un certain nombre de yagura ont été restaurés en 1960 et 1972 et en 1964 le donjon a été reconstruit en béton armé pour servir de musée municipal exposant des éléments de la culture kirishitan, de la rébellion Shimabara et de l'époque féodale.
En 1980, un musée mémorial est ouvert en l'honneur du sculpteur Seibō Kitamura (1884-1987).

## Galerie

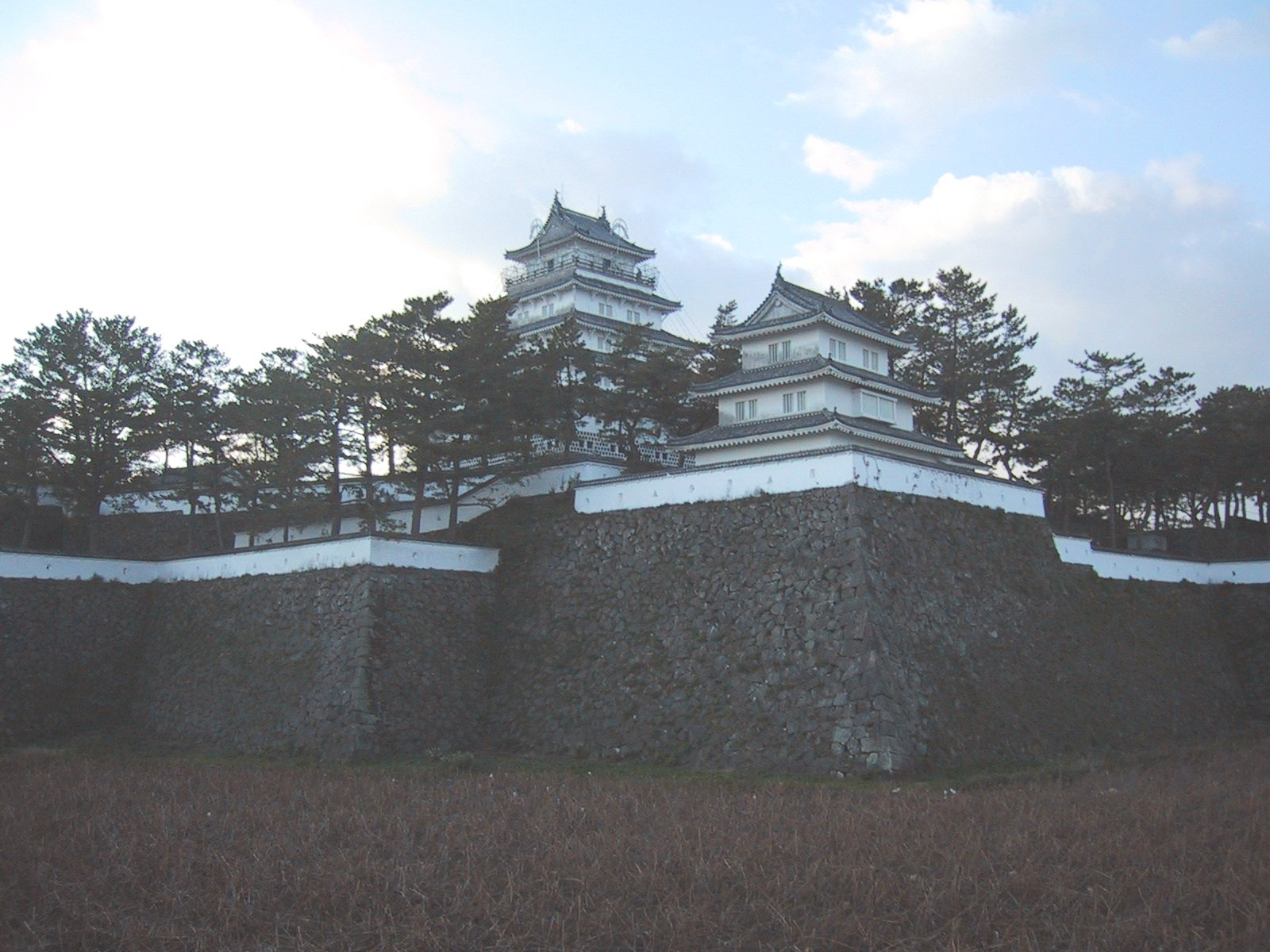
Vue du château.